# بوتلوة متغضرفة
بوتلوة متغضرفة (الاسم العلمي: Bouteloua chondrosioides) هي نوع من النباتات تتبع جنس البوتلوة من الفصيلة النجيلية. وضع أسم هذا النبات على أساس تشابهه مع نبات المتغضرفة (الاسم العلمي:Chondrosuma).